# Idiocera paulsi
Idiocera paulsi (лат.) — вид комаров-болотниц. Распространён в Центральной и Южной Европе.
Длина тела 6—6,5 мм, длина крыла 6—7,5 мм. Основной цвет серовато-коричневый. Прескутум с двумя тёмно-коричневыми продольными полосками. Плевры с узкой беловато-жёлтой отметиной. Крылья с тёмно-коричневыми точками и линиями.